# Frédéric Finot
Frédéric Finot (Nevers, 20 marzo 1977) è un ex ciclista su strada francese, professionista dal 1999 al 2008 e poi attivo fino al 2014 in team dilettantistici francesi.

## Carriera
Professionista dal 1999 con la Crédit Agricole, Finot colse al primo anno nella massima categoria del ciclismo francese il terzo posto nella prova a cronometro ai campionati francesi, specialità in cui si aggiudicò la medaglia d'argento ai Campionati del mondo di Valkenburg del 1998, nella categoria Under-23. La stagione successiva arrivarono anche i primi successi, con le vittorie di tappa al Tour de Normandie, al Tour de la Région Wallonne e al Tour de l'Avenir. Nel 2002 passò alla Jean Delatour, diventata poi RAGT Semences nel 2004. In queste tre stagioni si impose al Tour du Doubs, nella prima tappa della Quatre Jours de Dunkerque del 2003 e nella cronometro a coppie Duo Normand con il belga Eddy Seigneur. Partecipò a due edizioni del Tour de France e, nel 2003, terminò terzo ai campionati nazionali a cronometro.
Passò dunque alla Française des Jeux per il biennio successivo, in cui si aggiudico la vittoria finale nella Parigi-Corrèze e l'ennesimo terzo posto ai campionati nazionali a cronometro. Partecipò in entrambe le stagioni alla Vuelta a España, concludendo solo quella del 2005, e nel 2004 fu convocato per la prova a cronometro ai campionati del mondo di Verona, che concluse al ventunesimo posto.
Nel 2007 passò alla Roubaix Lille Métropole, team francese con licenza continental, con il quale riuscì a cogliere un successo di tappa alla Route du Sud. Nel 2008 disputò la sua ultima stagione dal professionista nel team lussemburghese Differdange. Dal 2009 al 2014 gareggiò in squadre minori francesi, con cui tuttavia riuscì ad aggiudicarsi una vittoria di tappa al Tour Alsace, corsa di categoria 2.2 del calendario UCI Europe Tour.

## Palmarès
- 1993 (Dilettanti, una vittoria)

Campionati francesi, Prova in linea Dilettanti
- 1998 (V.C. Lyon-Vaulx-en-Velin, due vittorie)

Boucles Catalanes
Le Triptyque des Monts et Châteaux-Frasnes
- 2000 (Credit Agricole, tre vittorie)

Prologo Tour de Normandie (Mondeville)
5ª tappa Tour de la Région Wallonne (Chastre > Tubize)
4ª tappa Tour de l'Avenir (Mouchamps > Le Blanc)
- 2002 (Jean Delatour, due vittorie)

Prix du Léon
Tour du Doubs
- 2003 (Jean Delatour, una vittoria)

1ª tappa Quatre Jours de Dunkerque (Dunkerque > Warandin)
- 2004 (R.A.G.T. Semences-MG Rover, due vittorie)

Boucles de l'Aulne
Duo Normand (cronocoppie, con Eddy Seigneur)
- 2005 (Française des Jeux, due vittorie)

3ª tappa Parigi-Corrèze (Ussel > Chaumeil)
Classifica generale Parigi-Corrèze
- 2007 (Roubaix, una vittoria)

4ª tappa Route du Sud (Val d'Aran > Saint-Gaudens)
- 2009 (Creusot Cyclisme, due vittorie)

Troyes-Dijon
2ª tappa Tour du Canton de Saint-Ciers (Marcillac)
- 2010 (Creusot Cyclisme, una vittoria)

4ª tappa Tour Alsace (Bioscope > Carspach)

### Altri successi
- 2003 (Jean Delatour)

Critèrium Dijon

## Piazzamenti

### Grandi Giri
- Tour de France

2003: 137º
2004: 145º
- Vuelta a España

2005: 122º
2006: fuori tempo (16ª tappa)

### Competizioni mondiali
- Campionati del mondo

Valkenburg 1998 - In linea: 9º
Valkenburg 1998 - Cronometro Under-23: 2º
Plouay 2000 - In linea: ritirato
Verona 2004 - Cronometro: 21º